# Graham Leonard
Graham Douglas Leonard (8 mei 1921 – 6 januari 2010) was een Brits geestelijke. Hij was tot 1991 bisschop van Londen van de Anglicaanse Kerk, maar werd lid van de Katholieke Kerk uit protest tegen de toelating van vrouwen tot het ambt in de Anglicaanse Kerk. Hij stapte over naar zijn nieuwe geestelijk thuis nadat hij op zijn 70ste vanwege zijn leeftijd zijn ambt als bisschop van Londen al had neergelegd.
Volgens de Daily Telegraph was Leonard de hoogste anglicaanse geestelijke die terugkeerde naar 'Rome' sinds de Reformatie. Leonard was trouwens de enige bisschop die zijn protest zover doorvoerde; wel waren er verscheidene anglicaanse priesters die met hem de gang naar Rome maakten.
In de Katholieke Kerk was er voor Leonard geen plaats als bisschop, wél als priester. Graham Leonard werd in de Katholieke Kerk priester gewijd sub conditione, dat wil zeggen onder voorwaarde dat er aan de geldigheid van zijn wijdingen tot dusver iets ontbrak. In de woorden van de bisschop die hem de priesterwijding toediende, kardinaal Basil Hume, was in het geval 'dr. Leonard' sprake van prudent doubt. Paus Johannes Paulus II verleende Leonard de titel van kapelaan van Zijne Heiligheid, waardoor deze wel de titel monseigneur of Right Reverend (Hoogeerwaarde) kon voeren.
In 2006 ging het sterke gerucht dat paus Benedictus XVI hem tot kardinaal zou creëren. Als 80-plusser zou hij dan weliswaar niet-stemgerechtigd geweest zijn bij een volgende pauskeuze. Leonard zou daarmee wel de eerste gehuwde kardinaal zijn geweest. Maar op het (laatste) consistorie in 2007 stond Leonard toch niet op de lijst.
Graham Leonard studeerde aan de Monkton Combe School en het Balliol College in Oxford.
Hij was achtereenvolgens bisschop van Willesden van 1964 tot 1973, van Truro tot 1981 en van Londen - na Canterbury en York de belangrijkste bisschopszetel van de Engelse Kerk - tot 1991.
Leonard was getrouwd en had twee zonen.
- Gemeinsame Normdatei: 119023741
- International Standard Name Identifier: 0000 0001 1483 2877
- Library of Congress Control Number: n83219648
- Nationale Bibliotheek van Polen: a0000003789254
- Nederlandse Thesaurus van Auteursnamen: 174747535
- Virtual International Authority File: 164055660
- WorldCat: E39PBJrmdXk8fxCv378JxWWMT3